# Operación Ferdinand
Operación Ferdinand (en inglés, Operation Ferdinand) puede referirse a dos operaciones diferentes de la Segunda Guerra Mundial:
- En 1944, la Operación Ferdinand fue un plan de engaño aliado, que apoyó la invasión del sur de Francia (Operación Dragón) en agosto de 1944 induciendo a los alemanes a creer que el objetivo de la invasión era la región de Génova en Italia.

- En 1942, la Operación Ferdinand fue la red de coastwatchers (observadores costeros) operando en islas tomadas por los japoneses por toda Filipinas y la región del Pacífico Sur. Este sistema de observadores estaba formado por civiles y algunos militares voluntarios que por radio informaban de los movimientos de los barcos japoneses.